# Expedició de Portolà

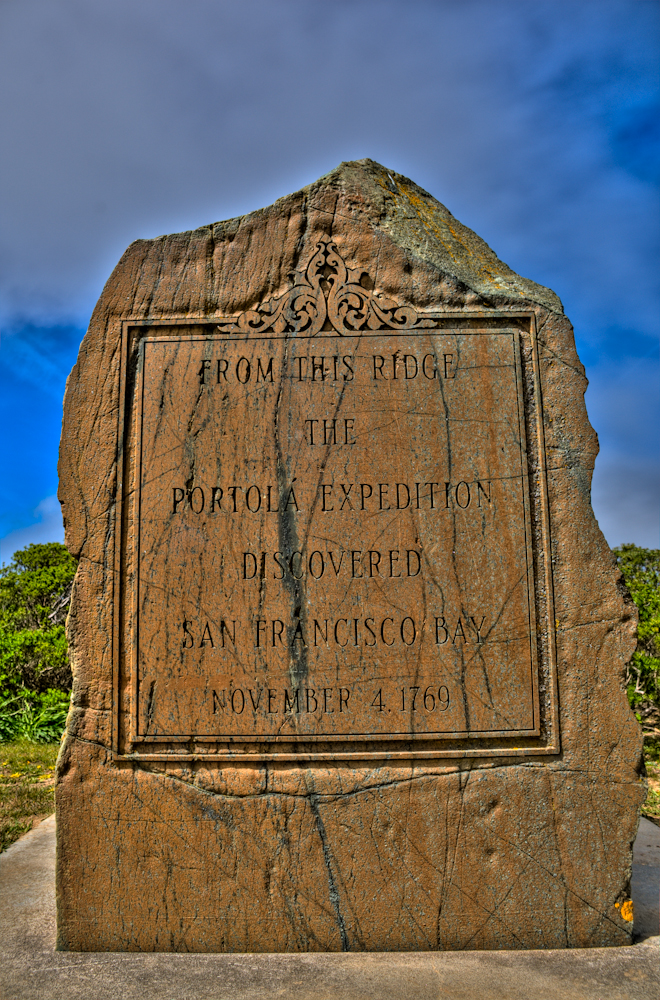
Lloc de l'arribada a la badia de San Francisco

L'Expedició de Portolà, organitzada i conduïda per Gaspar de Portolà del 14 juliol 1769 al 24 gener 1770, va ser la primera expedició espanyola que va explorar i colonitzar l'Alta Califòrnia per via terrestre, altres exploradors ja ho havien fet per mar.

## Resum
L'objectiu de l'Expedició era el d'assegurar els arrelaments de l'Alta Califòrnia abans que els russos. El pla era fundar un assentament en el port de Monterey com havia descrit Sebastián Vizcaíno. L'Expedició estava composta en total per 64 homes, i uns 200 cavalls i mules. L'Expedició va partir del Presidio de San Diego el 14 de juliol 1769 i va tornar el 24 de gener 1770, sense poder reconèixer la badia de Monterey. Els diaris oficials van ser escrits pel pare Joan Crespí i per l'enginyer Miquel Costançó. L'Expedició es va fer famosa també per haver "descobert" la Sequoia sempervirens el 14 octubre 1769 (primera anotació el 15 octubre). És una opinió generalitzada que foren els primers europeus en arribar per terra a la badia de San Francisco.

## Viatge d'anada

### De la Baixa Califòrnia a San Diego
La primera part de l'expedició consistia en cinc grups, tots van sortir de Baja California cap al nord, cap a San Diego: tres grups van viatjar per mar, mentre que dos grups més viatjaven per terra en trens de mules. Tres paquebots, construïts precipitadament a San Blas, van salpar cap a San Diego a principis de 1769: el San Carlos, amb Vicens Vila de capità, (segons el seu diari que ha sobreviscut); el Sant Antoni, amb Joan Pérez, natural de Palma, de capità; i el San José. Els tres vaixells, van travessar el golf de Califòrnia des de San Blas, van arribar a l'est de la costa de Baixa, on hi van fer unes reparacions necessàries.

### Els grups per mar
En la ribera de La Paz el 9 de gener de 1769, fra Juníper Serra va beneir el Vaixell insígnia San Carlos i el seu capellà, fra Fernando Parrón. José de Gálvez, dirigint-se als homes que esperaven a bord, els va explicar que la seva destinació final era Monterey, la seva missió de plantar la santa creu entre els indis. A continuació, el frare Parrón va abordar el San Carlos juntament amb el capità Vicens Vila, tinent de la marina reial seguit del tinent Pere Fages amb els seus 25 voluntaris catalans; el cartògraf Miquel Constançó, qui va fer mapes i dibuixos per descriure el viatge; el cirurgià Pere Prat; i una tripulació de 23 mariners, més dos ferrers, dos grumets, quatre cuiners, i company Jorge Estorace — 62 dins tot. Un cop llevat àncores, el San Carlos va encapçalar del sud avall el Golf de Califòrnia, a ronda Cabo San Lucas i llavors nord de cap al llarg de la costa d'Oceà Pacífic.
El 15 de febrer, Gálvez va enviar des del Cabo San Lucas, al San Antonio, amb el seu capità Joan Perés, els frares Franciscans Joan Vizcaíno i Francesc Gómez com capellans. Amb mariners, més cuiners, fusters i ferrers, el San Antonio portava un total d'uns 30 homes. Aquests vaixells sortien per davant dels grups de la terra. El San Carlos i el San Antonio van ser seguits pel el San José, un vaixell de subministrament addicional. El San José - batejat amb el nom del patró de l'expedició de Portolá, Sant Josep - mai no va arribar a San Diego i se suposa que es va perdre al mar.

### Els grups per terra
El capità Ferran Rivera, que es dirigia cap al nord des de la Baixa Califòrnia, va reunir cavalls i mules de la fràgil cadena de missions catòliques per poder fornir la seva expedició per terra. José de Gálvez havia encomanat a Rivera que exigís cavalls i mules a les missions "sense posar en perill la seva supervivència" i que lliurés ingressos als frares pel nombre d'animals agafats. Aquestes missions serien posteriorment repoblades amb animals portats del continent mexicà. Fra Joan Crespí, seleccionat com a capellà per part de Rivera entre els missioners franciscans, va viatjar 24 dies des de la Missió La Purísima situada a 400 milles (640 km) al nord fins a Velicatá (prop de l'actual ciutat de Ramona), al nord de la frontera de l'assentament espanyol a la Baja California. Allí, Crespí es va reunir amb Rivera, que havia sortit de Velicatá el 24 de març, amb un tren de cavalls i mules, guiat per tres traginers, custodiats per 25 soldats de cuera i 42 indis cristians de la Baixa Califòrnia (tots homes).

## Viatge de tornada
L'11 de novembre, Portolá va convocar un consell d'oficials, que va acordar per unanimitat: 1) que havien d'haver passat per Monterey, 2) que era el moment de donar la volta i tornar sobre els seus passos a San Diego, i 3) que ningú no es quedaria enrere esperant l'arribada de cap vaixell de subministrament. Tot l'equipatge es va dirigir cap al sud.
Els homes esgotats van arribar a San Diego el 24 de gener de 1770 "fent un olor terrible a mules", però sent acollits amb beneplàcit pels seus companys soldats i frares. A banda de cinc homes que aparentment havien abandonat l'expedició, tots els membres de la tropa havien sobreviscut al viatge de sis mesos. Van parlar sobre el gran nombre d'indígenes amics que vivien al llarg de la costa, esperant rebre l'evangeli catòlic. En total van recórrer 1.200 milles (1.900 km) i es van convertir en els primers europeus en estudiar la badia de San Francisco i molts altres llocs estratègics importants. No obstant això, fra Juníper Serra, que els va donar la benvinguda a San Diego, es va sentir consternat i incrèdul perqué no havien trobat la badia de Monterey. "Vens de Roma sense haver vist el papa", va dir Serra a Portolá.